# Завалишин, Вячеслав Клавдиевич
Вячесла́в Кла́вдиевич Завали́шин (13 [26] октября 1915; Петроград — 31 мая 1995, Нью-Йорк) — американский русскоязычный журналист, литературный и художественный критик, поэт, переводчик.

## Биография
Вячеслав Завалишин родился 13 (26) октября 1915 года в Петрограде в семье социалиста-революционера Клавдия Владимировича Завалишина, расстрелянного в период «ежовщины». Мать Завалишина также была репрессирована и сослана в Караганду.
Окончил Ленинградский техникум печати (1933), историко-филологический факультет Ленинградского государственного университета.

## Во время Второй мировой войны и после неё
Участник Советско-финской и Великой Отечественной войн. Попав в плен, стал журналистом-коллаборационистом. Проживал во Пскове, затем в Риге. Публиковался (под подлинной фамилией и под псевдонимом В. Волхов) в пронацистских изданиях: газете «За Родину» (Псков) и в журнале «Новый путь» (Рига). В 1944 году ушёл на запад с отступавшими немецкими войсками.
Перед окончанием Второй мировой войны оказался в союзной оккупационной зоне Германии. Принудительной репатриации в СССР избежал. В конце 1940-х годов проживал в беженских лагерях, где занимался издательской деятельностью: в частности, издал стихотворения Сергея Есенина в одном томе и Николая Гумилёва в четырёх томах. Также выпустил на русском и немецком языке собственную работу «Андрей Рублёв» (1948).

## В Соединённых Штатах Америки
В 1951 году переехал в США. Работал при Колумбийском университете над книгой Early Soviet Writers («Ранние советские писатели»), впервые изданной в 1958 году и переизданной в 1970 году. В течение нескольких десятилетий сотрудничал с выходившими в Нью-Йорке русскоязычными изданиями — газетой «Новое русское слово» и «Новым журналом». Около двадцати лет писал тексты о литературе и искусстве для Русской службы «Радио Свобода».
В 1974 году опубликовал свой вольный поэтический перевод книги пророчеств французского астролога и визионера XVI века Мишеля Нострадамуса «Центурии» («Столетия» или «Сотни», в каждой центурии сто катренов), впоследствии неоднократно переиздававшейся как в Русском Зарубежье, так и (после 1990 года) в постсоветской России. Издание подвергалось критике со стороны поклонников и исследователей-толкователей пророчеств Нострадамуса за слишком вольный перевод (часто — пересказ) старофранцузского текста, далеко не везде соответствующий оригиналу.
В 1980 году издал поэтическую книгу «Плеск волны», большая часть тиража которой была уничтожена владельцем типографии, с которым Завалишин не сумел расплатиться по договору.
Умер в Нью-Йорке 31 мая 1995 года от лейкемии (рака крови).

### Семья
В США на исходе жизни вступил в брак с советской пианисткой Галиной Владимировной Орловской (1924—2021).

### Поэтические публикации
- «Мы жили тогда на планете другой». Антология поэзии русского зарубежья. 1920—1990 / Сост. Е. В. Витковский. Кн. 3. М., 1994. Кн. 4. С. 356.

### Автобиографии
- Завалишин Вячеслав Клавдиевич. Автобиография // Берега: Сборник / Под ред. Вал. Синкевич. Филадельфия, 1992. С. 264—265;
- Завалишин Вяч. Автобиография // В. Крейд. [Вернуться в Россию — стихами…: 200 поэтов эмиграции: Антология / Сост. В. Крейд. М., 1995] С. 625.